# Старобалапаново
Старобалапа́ново (баш. Иҫке Балапан) — деревня в Абзелиловском районе Республики Башкортостан России, относится к Баимовскому сельсовету.

## Население
| 1968 | 2002 | 2009 | 2010 |
| ---- | ---- | ---- | ---- |
| 284  | ↘212 | ↗258 | ↗264 |

Согласно переписи 2002 года, преобладающая национальность — башкиры (100 %).

## Географическое положение
Расстояние до:
- районного центра (Аскарово): 63 км,
- центра сельсовета (Баимово): 5 км,
- ближайшей железнодорожной станции (Ташбулатово): 6 км.

## Религия
В деревне есть мечеть.

## Достопримечательности
Озеро Малые Улянды.